# سسک زیتونی
سسک زیتونی (نام علمی: Peucedramus taeniatus) نام یک گونه از راسته گنجشک‌سانان است.